# ابراهیم مدرسی
ابراهیم مدرسی (۱ آذر ۱۲۹۷ - شهریور ۱۳۸۶) نویسنده، مترجم و روزنامه‌نگار ایرانی بود.
او پژوهش‌های زیادی دربارهٔ تاریخ ایران داشت و یکی از روزنامه‌نگارانی بود که با لئونید برژنف و مارشال دو گل مصاحبه کرد. وی همچنین رویدادهای شهریور ۱۳۲۰ را به چشم خود دیده بود و در دادگاه  محمد مصدق نیز حضور داشت.

## زندگی
ابراهیم مدرسی، فرزندِ سید حسین مدرسی، در ۱۲۹۷ در قائن متولد شد. تحصیلات خود را در دبستان و دبیرستان شاه‌رضا مشهد انجام داد و از دبیرستان دارالفنون تهران دیپلم گرفت و وارد دانشکده ادبیات تهران شد و دوره سه ساله دانشکده مزبور را به پایان رسانید و لیسانس گرفت. چند سال بعد تحصیلات خود را در دانشکده ادبیات ادامه داد و سرانجام  در ادبیات فارسی شناخته شد. وی از نوجوانی سودای نویسندگی داشت و از این رو بعد از شهریور ۱۳۲۰ نویسندگی را آغاز نمود و سرانجام سردبیر مجله ترقی شد. مجله ترقی در آن ایام از مطبوعات جنجالی و پرسرو صدا و متنوع بود و طرفداران زیادی داشت. مدرسی در این مجله تلاش زیای کرد و آن را به اوج رسانید و بزرگترین تیراژ را در آن زمان به‌دست آورد. داستان‌هایی که توسط مدرسی در مجله نوشته می‌شد، خواهان زیادی داشت و بعضی از آن‌ها به صورت کتاب چندین بار منتشر گردید.
مدرسی هم‌زمان با کار نویسندگی به استخدام در وزارت دارائی درآمد و مشاغل مهمی را در طول خدمت خود در وزارت دارائی به‌دست آورد. از مشاغل وی می‌توان بازرسی دولت در بنگاه داروئی، نمایندهٔ وزارت دارائی در شورای راه‌آهن، مدیر کل نظارت بر مؤسسات اقتصادی را نام برد. عضویت شورایعالی بانک رفاه کارگران و عضو هیئت مدیره و قائم‌مقامی بانک رهنی ایران از دیگر مشاغل وی می‌باشد.
مدرسی در حزب مردم فعالیت داشت و از این رو در دوره بیست و دوم مجلس شورای ملی از طرف حزب مزبور کاندیدای نمایندگی از تربت حیدریه گردید و سرانجام به وکالت مجلس انتخاب شد. در مجلس یکی از سخنگویان حزب مردم بود مخصوصاً به هنگام طرح بودجه دولت ایراداتی به طرز حکومت امیرعباس هویدا می‌گرفت. در هر حال در ادوار بعد نتوانست رضایت دولت را جلب کند و پس از انقضای مجلس بیست و دوم، به وزارت دارایی بازگشت.
وی در سرانجام در شهریور ۱۳۸۶ در سن ۹۰ سالگی در منزلش درگذشت.

## نوشته‌ها
مدرسی نزدیک به ۲۰ اثر تاریخی از خود به جای گذاشت مانند عروس مدائن، پنجه خونین، عشق و انتقام، ترکان خاتون، پیک آجل و دختر قفقاز.